# Worth-Riff
Das Worth-Riff ist eine bogenförmige Anordnung von Klippen und Rifffelsen im Archipel der Adelaide- und Biscoe-Inseln vor der Westküste des Grahamlands auf der Antarktischen Halbinsel. Das Riff bildet in der Marguerite Bay den nördlichsten Teil der Henkes-Inseln vor dem südlichen Ende der Adelaide-Insel.
Das UK Antarctic Place-Names Committee benannte das Riff 1964 nach David Arthur Worth (1936–1995), der als Mitglied einer hydrographischen Einheit der Royal Navy 1963 an der Vermessung des Riffs beteiligt war.